# Reid Mitchell
James Reid Mitchell (Anyox, 6 ottobre 1926 – 24 febbraio 2012) è stato un cestista canadese.

## Carriera
Ha disputato sei partite ai Giochi della XIV Olimpiade, segnando 24 punti.